# Failaka

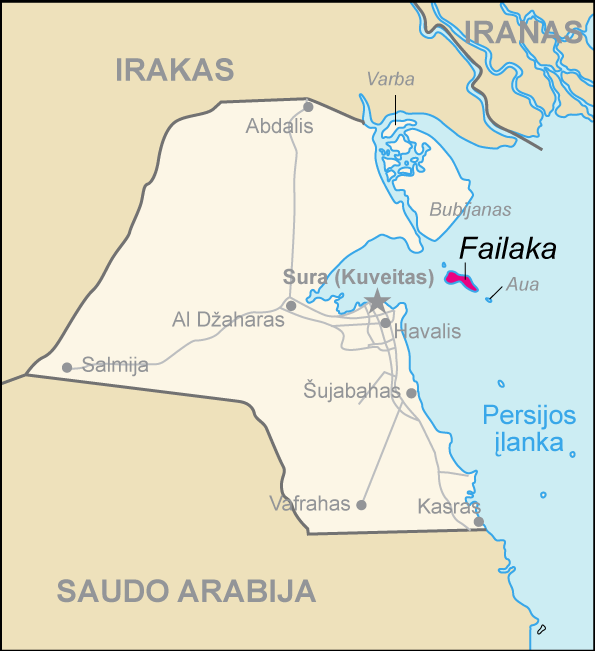
Ilha Failaka.

Ilha Failaka  (em árabe: جزيرة فيلكا jazīrat Faylakah / Fēlaka )  é uma ilha pertencente ao Kuwait, no Golfo Pérsico. A ilha está localizada na entrada da Baía do Kuwait, a 20 km da costa da Cidade do Kuwait, não muito longe da foz do estuário comum dos rios Tigre e Eufrates. O nome "Failak" é pensado ser derivado do grego antigo φυλάκιο(ν) - fylakio(n) "posto avançado".